# Tonsil Trouble
Tonsil Trouble is de eerste aflevering van seizoen twaalf van South Park die op 12 maart 2008 is uitgezonden op Comedy Central.

## Verhaal
Cartman's amandelen zijn ontstoken en moeten eruit. De dokter lokt hem naar het ziekenhuis door hem uit te dagen en door hem te verleiden met ijs, die hij na de operatie zou krijgen. Maar na de operatie blijkt dat de dokter een fout heeft gemaakt: hij heeft bloed gebruikt dat was geïnfecteerd met hiv. Cartman neemt het de dokter ernstig kwalijk en zijn moeder, die naast hem staat, raakt in paniek.
Op school krijgen Stan, Kyle, Kenny en Butters te horen dat Cartman door een misverstand aan aids lijdt. Kyle lacht zich rot om de ironie van de situatie, aangezien Cartman het volgens hem om meerdere redenen verdiend heeft en hij mensen met de ziekte heeft vervloekt.
Nu hij zelf aan de ziekte lijdt begrijpt hij plotseling de ernst ervan en wil hij dat de wereld er kennis van neemt, maar helaas is er veel meer aandacht voor kanker. Cartman kan niet uitstaan hoe zijn rivaal Kyle hem vierkant uitlacht, dus smeedt hij het duivelse plan om Kyle ook te besmetten door hem wat van zijn eigen geïnfecteerde bloed in te spuiten - uiteraard sleept hij Butters erbij mee. Het duurt niet lang voordat Kyle ontdekt dat hij dankzij Cartman aan aids lijdt: hij begint een vechtpartij met Cartman op het schoolplein, maar wordt bij hem vandaan gehouden door Mr. Mackey. Zodoende neemt Kyle wraak door al Cartman's spullen te breken, maar wordt tot een halt geroepen als hij Cartmans Xbox in handen krijgt. Cartman vertelt hem namelijk over een mogelijke geneeswijze en vervolgens begeeft het tweetal zich vastberaden naar Los Angeles. De gehele aflevering door krijgen randfiguren het idee dat Kyle door Cartman op seksuele wijze met aids is besmet en gebruikt Cartman herhaaldelijk de tijdelijke slagzin 'I'm HIV-positive'. Aan het eind blijkt dat aids door geld genezen kan worden: Ongeveer $180.000 moet direct de bloedbaan in worden geïnjecteerd. Om aids te genezen is dus heel veel geld nodig, waardoor de Afrikanen er alsnog niets aan hebben.
De aflevering eindigt met een liedje van Jimmy Buffet, en Kyle die toch Cartman's Xbox breekt.